# Karolína Elhotová
Karolína Elhotová (Praga, 7 gennaio 1992) è un'ex cestista ceca.
È la sorella di Kateřina Elhotová.

## Carriera
Con la Rep. Ceca ha disputato due edizioni dei Campionati europei (2017, 2019).